# 下宮忠雄
下宮 忠雄（しもみや ただお、1935年 - ）は、日本の言語学者。ゲルマン語学・比較言語学分野を専門とし、学習院大学名誉教授。

## 人物・来歴
東京都出身。1961年早稲田大学第二文学部卒業（英語文学）、1964年東京教育大学修士号（ゲルマン語学・比較言語学）取得。ボン大学、サラマンカ大学に留学。弘前大学講師、助教授、学習院大学助教授、教授を歴任し、現在、同名誉教授。

## 略年譜[3]
- 1935年 東京に生まれる
- 1954年-61年 旺文社勤務[要出典]
- 1961年 早稲田大学第二文学部卒業 (卒業論文：「ベーオルフにおける格のシンタックス」)[要出典]
- 1964年 東京教育大学修士(ゲルマン語学、比較言語学) (修士論文：Dative Absolute in Gothic「ゴート語における独立与格」)[要出典]
- 1965年-67年[要出典] ボン大学留学
- 1967年 弘前大学人文学部英文学教室講師
- 1969年 同大学助教授(英語学)
- 1974年-75年[要出典] サラマンカ大学留学
- 1975年 学習院大学文学部独文科助教授
- 1977年 同教授
- 1988年-89年 同じく学習院大学教授であった大野晋のもとで「日本語・朝鮮語・モンゴル語・タミル語の比較文法の研究」プロジェクトに従事[4]。
- 1993年-96年 日本言語学会機関紙『言語研究』編集委員長[要出典]
- 2005年 学習院大学名誉教授
- 2010年 博士（文学）（専修大学）[5]。

## 著作物

### 主要著書
- 1978年 Zur Typologie des Georgischen (verglichen mit dem Indogermanischen): mit einem Exkurs zur Sprachbundtheorie（学習院大学）
- 1979年 バスク語入門（大修館書店）
- 1985年 言語学小辞典（同学社）
- 1989年 スタンダード英語語源辞典（大修館書店、共著）
- 1991年 教養のためのドイツ語（大修館書店）
- 1992年 ドイツ語語源小辞典（同学社）
- 1993年 ノルウェー語四週間（大学書林）
- 1994年 ゲルマン語読本（大学書林）
- 1993年 ヨーロッパの言語と文化（近代文藝社）
- 1995年 ヨーロッパの言語の旅（近代文藝社）
- 1994年 ドイツ・西欧・ことわざ・名句小辞典(同学社)
- 1995年 入門ことばの科学（大修館書店、共著）
- 1996年 ドイツ・ゲルマン文献学小辞典（同学社）
- 1998年 言語学I<英語学文献解題第1巻>（研究社）
- 1999年 歴史比較言語学入門（開拓社）
- 1999年 こうすれば話せる現代ギリシア語（朝日出版社、共著）
- 2000年 世界の言語と国のハンドブック（大学書林）
- 2001年 ヨーロッパ諸語の類型論（学習院大学、学位請求論文）
- 2003年 ドイツ語とその周辺（近代文藝社）
- 2006年 古アイスランド語入門（大学書林、共著）
- 2007年 ゲルマン語対照辞典の試み（大学書林）
- 2009年 グリム童話・伝説・神話・文法小辞典 (同学社小辞典シリーズ)
- 2009年 Anglo-Saxon語の継承と変容3（専修大学社会知性開発研究センター 言語・文化研究センター叢書、共編）
- 2011年 アンデルセン童話三題ほか20編（近代文藝社）
- 2011年 アグネーテと人魚、ジプシー語彙案内ほか（近代文藝社）
- 2011年 Alliteration in the Poetic Edda (Studies in Historical Linguistics Vol. 8): Peter Lang
- 2013年 デンマーク語入門（近代文藝社）
- 2013年 英語の語源10章（文芸社）
- 2015年 アンデルセン余話10題（近代文藝社）
- 2016年 マイ言語学辞典（近代文藝社）
- 2017年 エッダとサガの言語への案内―序説、文法、テキスト・訳注、語彙（近代文藝社）
- 2017年 オランダ語入門―文法、練習問題、テキスト訳注、語彙（近代文藝社；2019年第2版）
- 2019年 ゆく河の流れは・・・私の読書（文芸社）
- 2021年 ノルウェー語入門（文芸社）
- 2021年 私の読書（第2部）（文芸社）
- 2021年 言語と民話（私の読書）（文芸社）

### 主要訳書
- 1968年 ルイス・イェルムスレウ『言語学入門』（紀伊国屋書店）
- 1970年 ハンス・クラーエ（ドイツ語版、英語版）『言語と先史時代』（紀伊国屋書店）
- 1977年 E. コセリウ『一般言語学入門』（三修社；2003年第2版）
- 2006年 C.M.プロム『按針と家康』（出帆新社）[6]
- 2020年 A.マイルホーファー『サンスクリット語文法』（文芸社；2021年改訂版）